# 坪山豊
坪山 豊（つぼやま ゆたか、1930年〈昭和5年〉9月29日 - 2020年〈令和2年〉7月20日）は、日本の船大工、唄者。
奄美大島で唯一「板付け舟」を造る船大工で、奄美随一の唄者であった。一般的には船大工としてよりもシマ唄名人として知られ、「新民謡」の作曲も行った。

## 経歴
大島郡宇検村生勝の生まれ。1949年に海老原万吉の工房に入門して舟大工の技術を学ぶ。息子の良一も舟大工として知られる。
1972年に実況録音奄美民謡大会に出場。唄者としては42歳での遅いデビューだったが、1980年に第1回奄美民謡大賞にて大賞を受賞、日本全国並びにアメリカ合衆国とヨーロッパを廻って奄美のシマ唄の伝道に努めた。
2020年7月20日、老衰のため奄美市内の病院で死去。

## 舟大工としての坪山
一般にはシマ唄の唄者として知られる坪山であるが、伝統船舶研究の世界では奄美の伝統船建造技術保持者として極めて有名な存在である。坪山はアイノコの考案者である海老原万吉に直接師事して舟大工の技術を学んだ人物であり、また1987年にはクバヤの再現も行っている。このクバヤは現在は奄美市博物館エントランスでその勇姿を見ることが出来る。(小早舟のこと)
坪山は当初、5年年季の契約で海老原の工房に入ったが、3年目から海老原の次男が製材業を開業すると、舟大工の見習いではなく製材業の仕事を手伝わされるようになった為、4年目が終わった時点で海老原の工房を出奔して実家に戻った。その直後に坪山は自らの工房を構えたが、開業当初から坪山の造る舟の品質の高さは認められ、2艘目で宇検村の村役場からの発注が入ったほどであった。だが生勝は市場が小さい為、3艘建造した時点で注文が途絶えてしまった。
坪山は1955年（昭和30年）頃に名瀬に移住し、半年間だけ船員として働いて開業資金を貯めた後に舟大工を開業した。開業からしばらくして、師匠であった海老原が坪山の工房を訪れ、新しく自分の工房で大量受注した伝馬船の建造を職人として手伝ってくれるよう依頼。坪山はかつての出奔の罪滅ぼしとしてこれを受けた。
1957年（昭和32年）、奄美地方を襲った台風7号によって漁船群が大損害を受けた為、坪山の工房でも30艘ほどの漁船を建造した。この大量受注そのものは赤字であったというが、この時に半数強を納船した喜界島の漁師たちの間で坪山のアイノコは評判となり、以降、坪山の工房は安定した経営を続けた。
FRP船の時代になっても坪山は木造船に拘ったが、最終的にはFRP船も手がけるようになった。後には息子の良一もＵターンして舟大工の仕事を継ぎ、伝統的なアイノコやイタツケの他、アイノコをスケールダウンしたレクリエーショナルカヌー「クッカル」やシーカヤックなど様々なカヌーを建造するようになっている。

## 受賞歴
- 1980年 - 第1回奄美民謡大賞
- 2000年 - 南日本文化賞
- 2000年 - 伝統文化ポーラ地域賞

## 作曲
- 1978年 - ワイド節
- 1979年 - 綾蝶節